# Matthias Klostermayr
Matthias Klostermayr, narozen jako Matthäus Klostermayr, též zván Bayerische Hiasl (nebo Bayerische Hiesel; 3. září 1736 Kissing - 6. září 1771 Dillingen an der Donau) byl pytlák a zbojník, vůdce „spravedlivé lupičské bandy“ v tehdejším švábsko-bavorském pohraničí.

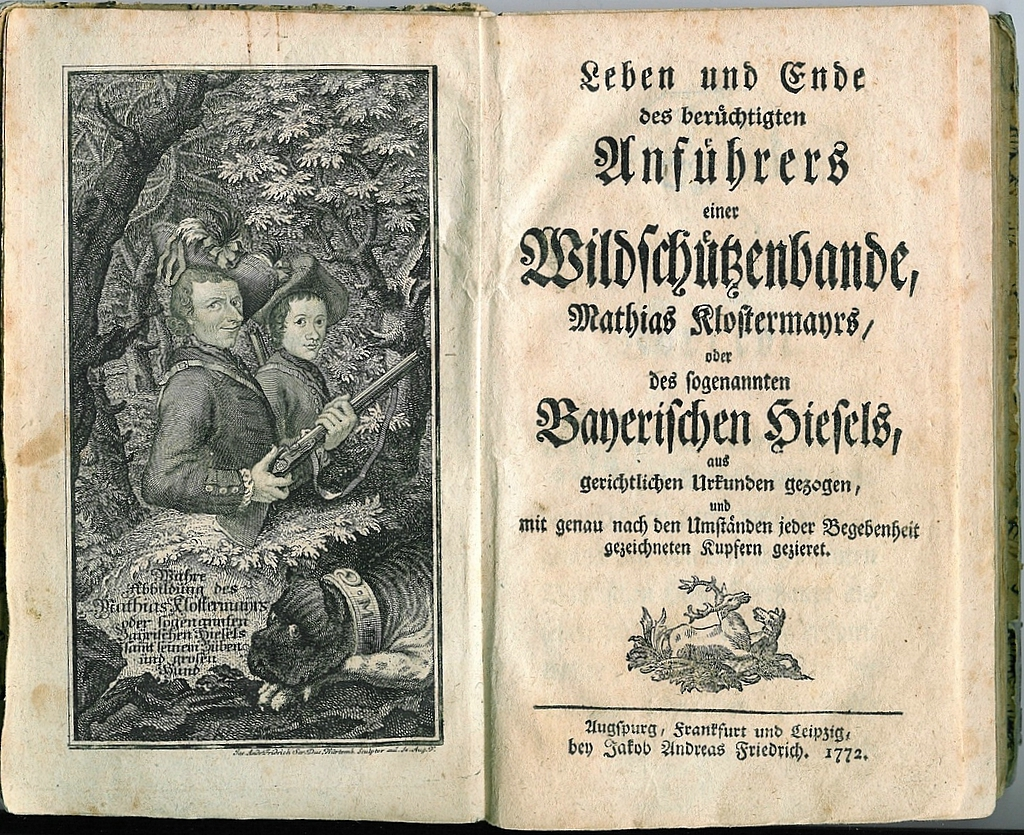
Titulní strana a frontispis biografie z roku 1772

Poté, co jeho pytláckého kolegu Sternputze zabil myslivec, Klostermayr začal útočit s až 30 osob čítající tlupou na úřady a další veřejné instituce. Například uloupil peníze z daní na úřadě v Täfertingenu, a pak je rozdal místním lidem. Polapen byl po přestřelce 14. ledna 1771 švábskou vojenskou jednotkou pod vedením poručíka Josefa Schedela v hostinci Gasthof Post v Osterzellu. Později byl odsouzen k smrti a exemplárně potrestán v Dillingenu: uškrcen, poté rozlámán v kole, sťat a rozčtvrcen.
Matthias Klostermayr byl slavný už za svého života. Pro mnoho současníků z chudších vrstev byl lidovým hrdinou, ačkoli měl na svědomí četné násilné zločiny proti nevinným. Žije dodnes v mnoha bavorských příbězích, písních a legendách. Friedrich Schiller prý ho použil jako vzor postavy Karla Moora ve hře Loupežníci.